# Седаский район
Седаский район (лит. Sedos rajonas) — административно-территориальная единица в составе Литовской ССР, существовавшая в 1950—1959 годах. Центр — город Седа.
Седаский район был образован в составе Клайпедской области Литовской ССР 20 июня 1950 года. В его состав вошли 27 сельсоветов Мажейкского уезда и 5 сельсоветов Плунгеского уезда.
28 мая 1953 года в связи с ликвидацией Клайпедской области Седаский район перешёл в прямое подчинение Литовской ССР.
7 декабря 1959 года Седаский район был упразднён, при этом города Седа и 5 сельсоветов были переданы в Мажейкский район, 2 сельсовета — в Плунгеский район, 3 сельсовета — в Скуодасский район.